# Manuel Blanco Ramos

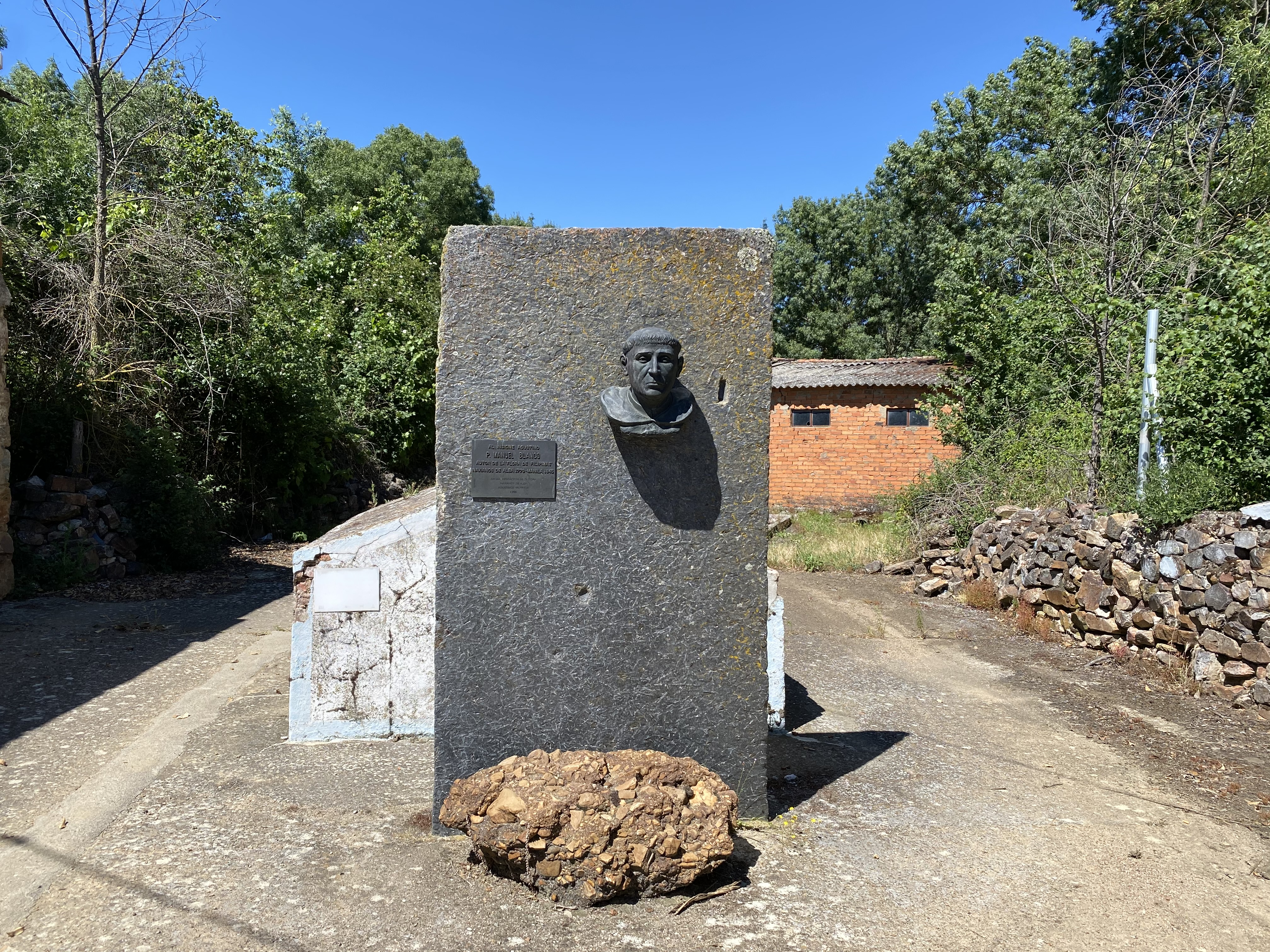
Pomnik w Navianos de Alba, 2021

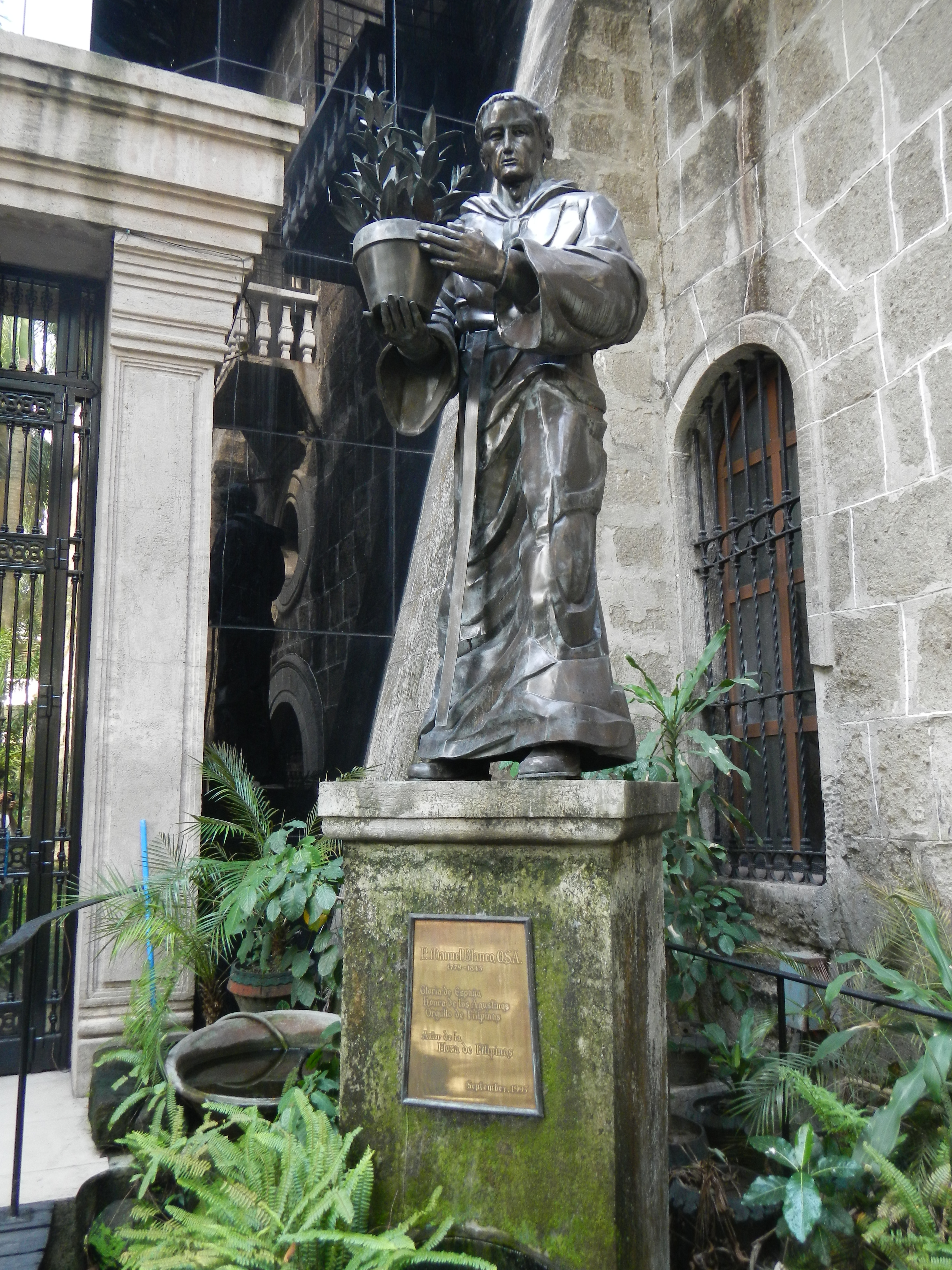
Pomnik w Manili, 2013

Manuel María Blanco Ramos OESA (ur. 24 listopada 1779 w Navianos de Alba, zm. 1 kwietnia 1845 w Manili) – hiszpański augustianin i botanik, misjonarz na Filipinach.
W nazwach naukowych roślin nazwisko botanika oznaczane jest skrótem: Blanco.

## Życiorys
Manuel Blanco urodził się w miejscowości Navianos de Alba w prowincji Zamora w Hiszpanii 24 listopada 1779 roku. Był synem Pedro Blanco i pochodzącej z Sariviezo de Aliste Petronili Ramos. W 1789 roku rozpoczął naukę w kolegium prowadzonym przez augustianów w Valladolid. Po ukończeniu studiów filozoficznych wstąpił do augustianów. Nowicjat rozpoczął 25 maja 1794 roku. Pierwsza profesję złożył 6 grudnia 1795 roku. Obok studiów teologicznych w wolnym czasie żywo interesował się naukami ścisłymi: chemią, fizyką, historią naturalną, matematyką, geografią i astronomią. W trakcie studiów nauczył się języka francuskiego. Po ukończeniu studiów i otrzymaniu święceń kapłańskich wyruszył w 1804 roku do Filipin. W połowie kwietnia 1805 roku dotarł do Manili.
Pierwszą placówką duszpasterską Manuela Blanco było miasto Angat, w prowincji Bulacan, na wyspie Luzon. W Angat nauczył się tagalog. W 1812 roku władze zakonne przeniosły go do San José de Batangas. W San José rozpoczął pierwsze studia nad miejscową roślinnością. Sporządzał notatki, które później wykorzystał przy pisaniu swego działa Flora de Filipinas. Pełnił w wielu klasztorach urząd przełożonego. W latach 1833–1837 był prowincjałem swojej macierzystej prowincji zakonnej. W pracy naukowej Blanco opierał się na wcześniejszych studiach jezuitów Claina i Juana Delgado, augustianina Ignacio Mercado i dominikanina Fernando Santa María. W 1822 roku zaadaptował i przetłumaczył z francuskiego na tagalski podręcznik medycyny domowej Tratado de medicina doméstica Tissota, proponując wytwarzanie leków rodzimych, których składniki były łatwo dostępne w warunkach naturalnych na Filipinach. Uczył swoich parafian zasad nowoczesnej uprawy roli, a także próbował wytwarzać naczynia z gliny i szkła, które mogłyby dorównywać tym, które przywożono na wyspy z Chin.
Pełniąc urząd prowincjała i delegata biskupów Manili odwiedził prawie wszystkie prowincje archipelagu. Zbierał informacje i czynił notatki dotyczące różnych aspektów życia mieszkańców Filipin oraz środowiska przyrodniczego. W 1834 roku opublikował mapę topograficzną prowincji. Kolejna ukazała się w Manili w 1845 roku. Przetłumaczył i opublikował w języku tagalskim starotestamentalne psalmy pokutne oraz dziełko dotyczące spowiedzi i komunii. Ostatnie lata życia spędził w klasztorze w Guadalupe. Zmarł osłabiony długotrwałą dyzenterią w Manili 1 kwietnia 1845 roku.

## DziełoFlora de Filipinas
Ojciec Blanco nie miał kontaktu ze współczesnymi sobie botanikami europejskimi, z których osiągnięć mógłby skorzystać redagując swoje dzieło o florze Filipin. Korzystał z Systema Vegetabilium Linneusza, w miarę prowadzenia prac z Genera plantarum secundum ordines naturales disposito Jussieu oraz niektórych wczesnych dzieł Augustina de Candolle. Opublikowana po raz pierwszy w 1837 roku Flora de Filipinas była pierwszym tego typu traktatem dotyczącym roślinności wysp. Publikację umożliwili: hiszpański polityk i botanik Íñigo González de Azaola, Maria Krystyna de Borbón oraz gubernator generalny wysp Pascual Enrile y Alcedo. Blanco napisał traktat w języku hiszpańskim. Dzieło liczy 887 stron, poprzedzone zostało 78 stronami wstępu. Autor opisał w nim 903 gatunki i odmiany o nazwach łacińskich i 31 wyłącznie o nazwach rodzimych. W opisach Blanco zawarł informacje dotyczące miejsca występowania oraz przydatności w medycynie i przemyśle. Prawie wszystkie opisane gatunki występują pospolicie na wyspie Luzon, na terenach nizinnych, niektóre w regionach średniogórskich.

## Upamiętnienie
Czasopismo naukowe publikowane przez Uniwersytet w Jaén (hiszp. Universidad de Jaén) nazwano zostało na cześć Manuela Blanco „Blancoana”. John Lindley upamiętnił go w nazwie rodzaju Blancoa z rodziny hemodorowatych. Carl Ludwig Blume nazwał na jego cześć tak samo rodzaj w rodzinie arekowatych, a ponieważ takie same nazwy (homonimy) w taksonomii nie mogą występować, nazwa ta stanowi synonim rodzaju Arenga.